# Famille Guillaume
 (janvier 2021).
Si vous disposez d'ouvrages ou d'articles de référence ou si vous connaissez des sites web de qualité traitant du thème abordé ici, merci de compléter l'article en donnant les références utiles à sa vérifiabilité et en les liant à la section « Notes et références ».
Pour les articles homonymes, voir Guillaume.

Blason de la famille: De gueules à trois marguerites d'argent, tigées et feuillées de sinople. De gueules à trois marguerites d'argent, tigées et feuillées de sinople

La famille Guillaume est une famille de diplomates belges.

## Personnalités
- Henri Guillaume (1812-1877), baron, général, historien et ministre belge
- Gustave Guillaume (?-?), baron, diplomate belge[réf. nécessaire]
- Jules Guillaume (1892-1962), baron, diplomate belge
- Philippe Guillaume (?-?), baron, diplomate belge[réf. nécessaire]
- Alain Guillaume (?-?), diplomate et théologien belge[réf. nécessaire]